# Distretto di Oxapampa
Il distretto di Oxapampa è uno degli otto distretti della provincia di Oxapampa, in Perù. Si trova nella regione di Pasco e si estende su una superficie di 982,04 chilometri quadrati.
Istituito il 14 maggio 1876, ha per capitale la città di Oxapampa.